# Райт, Ричард (футболист)
Ричард Иан Райт (англ. Richard Ian Wright; род. 5 ноября 1977 года, Испуич) — английский футболист, вратарь. Выступал за сборную Англии.

## Клубная карьера

### «Ипсвич Таун»
Ричард — воспитанник клуба «Ипсвич Таун». Он дебютировал за этот клуб в мае 1995 года в матче с «Ковентри Сити» (2-0). Ричард сыграл важную роль в выходе своей команды в Премьер-лигу и блестяще проявил себя в серии послематчевых пенальти в матче плей-офф с «Барнсли». Всего с 1995 по 2001 год он провёл 298 матчей за «Ипсвич Таун» во всех турнирах.

### «Арсенал»
Ричард перешёл в лондонский «Арсенал» в июле 2001 года. Сумма трансфера составила шесть миллионов фунтов стерлингов. Он подписал с клубом пятилетний контракт. Главный тренер «Арсенала» Арсен Венгер видел в Райте преемника голкипера-ветерана Дэвида Симэна (на тот момент в клубе был ещё один вратарь, Алекс Маннингер, но он был отдан в аренду «Фиорентине», так как не планировался в основной состав команды). 29 сентября 2001 года он дебютировал за свой новый клуб в матче с «Дерби Каунти». В целом Ричард провёл неудачный сезон. Он забил гол в свои ворота в матче с «Чарльтоном», а затем получил травму в игре Лиги чемпионов с «Депортиво». С тех пор Райт стал третьим вратарём «Арсенала» после Дэвида Симэна и молодого Стюарта Тейлора и выступал только в Кубке Англии, хотя в победном для «Арсенала» финале сыграл Симэн. Свой последний матч за лондонский клуб он сыграл в последнем матче сезона 2001/02 против «Эвертона» и был заменён на 85-й минуте Стюартом Тейлором. Всего Ричард сыграл за «Арсенал» двадцать два матча во всех турнирах.

### «Эвертон»
Ричард начинал в «Эвертоне» основным вратарём, но из-за обильного количества травм, включая падение с чердака, угодил в запас. Он был вынужден довольствоваться ролью дублёра ветерана Найджела Мартина. В течение сезона 2005/06 его конкурент боролся с травмой, но Ричард не использовал свой шанс, получив повреждение лодыжки на разминке перед матчем против «Челси». Это была вторая странная травма Райта, первую он получил во время падения с чердака тремя годами ранее. Ричард быстро оправился от травмы и неплохо провёл заключительный отрезок сезона. Несмотря на уход из клуба Найджела Мартина, Ричард провёл сезон 2006/07 на скамейке запасных, находясь в тени Тима Ховарда.

### «Вест Хэм» и аренда в «Саутгемптон»
Ричард покинул «Эвертон» в конце сезона 2006/07 и присоединился к «Вест Хэму», в составе которого так и не сыграл ни одного матча. 20 марта 2008 года он перешёл в «Саутгемптон», потерявший трёх вратарей из-за травм, на правах аренды сроком на один месяц. Ричард дебютировал в составе этой команды 22 марта в матче с «Ковентри Сити». 18 апреля его аренда была продлена, и голкипер остался в стане «святых» до конца сезона 2007/08.

### Возвращение в «Ипсвич»
21 июля 2008 года Ричард вернулся в родной «Ипсвич Таун», подписав с клубом двухлетний контракт. Свой трёхсотый матч за клуб он провёл 23 сентября против «Уигана». Его прекрасная игра в составе родного клуба сделала его ключевым игроком команды. 1 декабря 2009 года Райт получил травму колена в матче с «Кардифф Сити». В конце сезона 2008/09 он покинул клуб.

### «Шеффилд Юнайтед»
В сентябре 2010 года Ричард перешёл в «Шеффилд Юнайтед» на правах свободного агента. Райт в основном лечился от травм и провёл только два матча чемпионата, по ходу которых он получил свои травмы. Его контракт с «Шеффилд Юнайтед» был расторгнут по обоюдному согласию в апреле 2011 года.

### Очередное возвращение в «Ипсвич»
23 ноября 2011 года Ричард снова вернулся в «Ипсвич Таун». Незадолго до подписания контракта он заявил, что очень хочет вернуться в свой родной клуб. Ричард провёл всего один матч чемпионата с «Редингом».

### «Престон»
1 июля 2012 года Ричард перебрался в «Престон Норт Энд», но провёл в клубе лишь одну неделю предсезонной подготовки из-за тоски по семье. Позднее он проходил просмотр в клубе «Колчестер Юнайтед».

### «Манчестер Сити»
30 августа 2012 года Ричард перешёл на правах свободного агента в «Манчестер Сити». Его взяли в качестве замены покинувшего клуб фарерца Гуннара Нильсена. На поле Райт появился всего один раз, в товарищеском матче с «Челси», где отыграл один тайм.

## Карьера в сборной
Ричард провёл два матча за сборную Англии. За неё он дебютировал в 2000 году в товарищеском матче против сборной Мальты. В этом матче Ричард пропустил гол с первого пенальти, но взял второй, а англичане победили со счётом 2:1. На Евро-2000 он был третьим вратарём сборной Англии после Дэвида Симэна и Найджела Мартина. Свой второй матч за сборную Ричард провёл в 2001 году, выйдя на замену в товарищеском матче против сборной Нидерландов. С 2003 года он не вызывался в сборную Англии.

## Достижения
Арсенал
- Чемпион Англии: 2001/02
- Обладатель Кубка Англии: 2002